# Manuel de la Peña y Peña
Manuel de la Peña y Peña (10 mars 1789, Mexico - 2 janvier 1850, Mexico) est un homme politique mexicain, qui fut président du Mexique de novembre 1847 à juin 1848,.